# Colax phocus
Colax phocus är en fjärilsart som beskrevs av William Schaus 1892. Colax phocus ingår i släktet Colax och familjen tandspinnare. Inga underarter finns listade i Catalogue of Life.